# Willem Ernst van Saksen-Weimar
Willem Ernst (Blankenhain/Holstein, 30 november 1662 - Weimar, 26 augustus 1728) was hertog van  Saksen-Weimar. Hij kwam uit het Huis Wettin.
Willem Ernst werd geboren als zoon van hertog Johan Ernst II van Saksen-Weimar en diens vrouw Christina Elisabeth, een prinses van Sleeswijk-Holstein-Sonderburg. Na de dood van zijn vader in 1683 werd Willem Ernst hertog van Saksen-Weimar, al moest hij het regeren delen met zijn jongere broer Johan Ernst III.
Omdat zijn jongere broer ten prooi viel aan drankzucht, lukte het Willem Ernst al snel om zijn broer politiek buitenspel te zetten. Hierdoor was hij de facto alleenheerser, alhoewel zijn broer tot zijn dood in 1707 formeel meeheerste. Na de dood van Johan Ernst III maakte Willem Ernst diens zoon Ernst August I formeel tot meeheerser, echter zonder hem werkelijke politieke macht te geven. Omdat Willem Ernst kinderloos zou sterven, werd zijn neef wel zijn opvolger. Willem Ernst was in 1690 gehuwd met Charlotte Maria van Saksen-Jena (1669-1703), dochter van hertog Bernhard van Saksen-Jena.
Willem Ernst stond bekend om zijn strenge lutherse geloofsopvatting en zijn vroomheid. Aan zijn hof gold 's winters vanaf acht uur en 's zomers vanaf negen uur bedrust en zijn soldaten moesten naar de kerkdienst komen en na afloop de inhoud van de preek navertellen.
Bekend is Willem Ernst ook geworden door zijn breuk met de componist Johann Sebastian Bach. Bach werkte sinds 1708 in Weimar als hoforganist en concertmeester. Ter gelegenheid van de 52e verjaardag van Wilhem Ernst schreef Bach in 1714 de aria Alles mit Gott und nichts ohn' ihn (die later verloren ging en pas in 2005 herontdekt werd). Toen de hertog Bach echter passeerde bij de benoeming van een nieuwe Hofkapellmeister, diende Bach bij Willem Ernst zijn ontslag in. Willem Ernst liet Bach hierop vier weken gevangenzetten, voordat hij Bach ontsloeg. Bach vertrok daarop naar Anhalt-Köthen. Door dit akkefietje heeft Willem Ernst in biografieën van Bach de naam een autoritaire cultuurbarbaar te zijn geweest.
Tijdens zijn regeerperiode heeft Willem Ernst zijn hertogdom kunnen vergroten, doordat in 1690 het huis Saksen-Jena uitstierf. Saksen-Jena werd daarop verdeeld tussen Saksen-Weimar en Saksen-Eisenach.